# Boeing Pelican
Boeing Pelican ULTRA (kratica za Ultra Large TRansport Aircraft, »ultra velik transportni zrakoplov«) je bil predlagani ekranoplan ameriškega podjetja Boeing Phantom Works. Tovorna kapaciteta bi bila 1270 metričnih ton, kar bi omogočalo transport 17 tankov M1 Abrams. Največji dolet v »talnem efektu« (6–15 m nad vodo) naj bi bil 18.000 kilometrov. Če bi letel na višini 20.000 ft (6.100 m), bi bil dolet 12.000 kilometrov. S 76-kolesnim pristajalnim podvozjem bi lahko pristajal tudi na kopnem.

## Okvirne specifikacije
Splošne karakteristike
- Dolžina: 400 ft (122 m)
- Razpon kril: 500 ft [1] (152 m)
- Višina:  ()
- Površina kril: > 43000 ft2 (>4000 m2 [2])
- Uporaben tovor: 2.800.000 lb (1400 kratkih ton) (1.272.727 kg (1273 metričnih ton))
- Pogon letala:  ×  turboprop ,  ()  vsak

 Zmogljivost 
- Potovalna hitrost: 240 vozlov v talnem efektu (445 km/h)